# APLP1
APLP1‏ (Amyloid beta precursor like protein 1) هوَ بروتين يُشَفر بواسطة جين APLP1 في الإنسان.